# Anni Bruk
Anni Bruk, född 20 juli 1924, död 20 oktober 1998, var en friidrottare från Österrike. Hon deltog vid olympiska sommarspelen 1948.